# Colle Santa Lucia
Colle Santa Lucia är en ort och kommun i provinsen Belluno i regionen Veneto i Italien. Kommunen hade 360 invånare (2018).